# Paulstraße 50 (Merken)

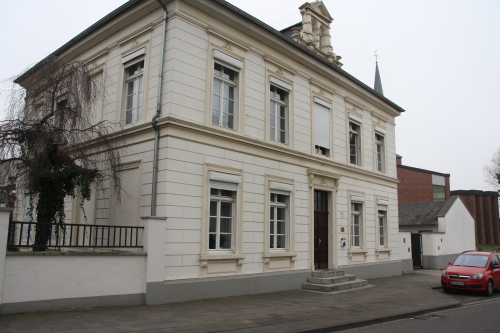
Das Gebäude

Das denkmalgeschützte Wohnhaus Paulstraße 50 steht im Dürener Stadtteil Merken, Nordrhein-Westfalen und wurde im Jahre 1850 erbaut.
1910 erwarb Fritz Spies das Objekt und erweiterte es um 1970 um einige Nebengebäude, in denen eine Druckerei betrieben wurde.
2020 wechselten die Besitzverhältnisse und aktuell erfolgt die Bauleitplanung unter Beteiligung der Denkmalbehörde zur Kernsanierung.
Die zweigeschossige, spätklassizistische Villa ist aus Backsteinen gemauert, an zwei Seiten mit Schmuckputz versehen und traufständig. Die Fassade ist fünfachsig gestaltet und hat einen Mitteleingang. Das Haus ist mit einem Walmdach ausgeführt, das gegen 1900 um einen aufwendig gestalteten Zwerchgiebel erweitert wurde.
Das Bauwerk ist unter Nr. 11/004 in die Denkmalliste der Stadt Düren eingetragen.